# Martin Derganc
Martin Derganc (* 20. März 1977 in Novo mesto) ist ein ehemaliger slowenischer Radrennfahrer.

## Werdegang
Martin Derganc begann seine Profikarriere im Jahr 2000 beim zweitklassigen slowenischen Radsportteam KRKA-Telekom Slovenije, hatte aber bereits zuvor in der Altersklasse U23 für das italienische Team Zalf-Désirée-Fior einige gute Ergebnisse eingefahren; unter anderem gewann er 1997 das slowenische Eintagesrennen Grand Prix Krka. In seinem ersten Jahr als Profi konnte er die Gesamtwertung der Slowenien-Rundfahrt, den Grand Prix Krka und die Gesamtwertung sowie eine Etappe der Kroatien-Rundfahrt für sich entscheiden. Ein Jahr später wurde er slowenischer Meister im Straßenrennen. In der Saison 2002 fuhr er dann für die italienische Mannschaft Acqua e Sapone-Cantina Tollo, wo er in Mario Cipollinis Sprintzug integriert wurde, aber mit einem Etappensieg bei der Österreich-Rundfahrt auch für einen eigenen Erfolg sorgen konnte. Für die Jahre 2003 und 2004 unterschrieb er beim italienischen Team Domina Vacanze-Elitron und konnte 2003 trotz eines sehr schweren Sturzes bei Mailand–Sanremo die Gesamtwertung und eine Etappe der Brixia Tour gewinnen.
Martin Derganc, der bereits nach der Saison 2004 seine Profikarriere beendet hat, startete insgesamt zweimal beim Giro d’Italia und wurde 2002 95. der Gesamtwertung. Seine erfolgreichste Saison war die des Jahres 2001, die er unter den 250 besten Fahrern der UCI-Weltrangliste abschloss.

## Erfolge
1997
- Grand Prix Krka

2000
- Gesamtwertung Slowenien-Rundfahrt
- Grand Prix Krka
- Gesamtwertung und eine Etappe Kroatien-Rundfahrt

2001
- Slowenischer Meister im Straßenrennen

2002
- eine Etappe Österreich-Rundfahrt

2003
- Gesamtwertung und eine Etappe Brixia Tour

## Teams
- 2000 KRKA-Telekom Slovenije
- 2001 KRKA-Telekom Slovenije
- 2002 Acqua e Sapone-Cantina Tollo
- 2003 Domina Vacanze-Elitron
- 2004 Domina Vacanze